# Francisco J. Uriz
Francisco Javier Uriz Echeverría (Zaragoza, 23 de diciembre de 1932) es licenciado en Derecho, profesor de lengua española, poeta, dramaturgo y traductor de autores tan reputados como August Strindberg y otros menos conocidos fuera de Escandinavia. Ha vivido treinta años en Estocolmo y es cofundador de la Casa del Traductor de Tarazona. En 1996 recibió el Premio Nacional de traducción por Antología de la poesía nórdica, traducido conjuntamente con José Antonio Fernández Romero.
En 2012 recibió el Premio Nacional a la Obra de un Traductor en reconocimiento a toda su trayectoria.
- Datos: Q6220444